# Genotek

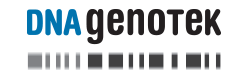

Genotek («Генотек») — приватне підприємство, російська медична компанія, що надає послуги аналізу людського геному (діагностика ДНК на предмет наявності мутацій, що сприяють прояву девіативних властивостей людського організму, схильностей до розвитку захворювань, про наявність спадкових захворювань, генетичних тестів для генеалогії).
Заснована в 2010 році випускниками механіко-математичного та біологічного факультетів Московського державного університету Валерієм Ільїнським, Кирилом Петренко й Артемом Елмуратовим.
Першою в Росії стала надавати послугу з секвенування геному, також першою застосувала в Росії цей метод для аналізу гена дистрофіна з точністю до точкових мутацій гену, аж до змін розміром в один нуклеотид (що дає можливість виявити розвиток м'язової дистрофії Дюшена — Бекера з точністю до 99,97 %).
Оборот за 2013 р. перевищив 1 млн доларів США. В кінці 2013 р. фонд «Rustars Ventures» і група приватних осіб вклали в фірму 500 тис. доларів США, під час другого інвестиційного раунду в 2016 р. компанія залучила 2 млн доларів США від групи інвесторів, серед яких був генеральний директор «РусАгро» Басов Максим Дмитрович і колишній голова адміністрації Президента Росії Волошин Олександр Стальєвич, а на початку 2017 р. на третьому раунді $1 млн у фірму вклав «Фармстандарт».
Основними конкурентами компанії на російському ринку вважаються фірми «Атлас», «Мой ген» і «Генетико».

### Позиція щодо України
Навесні 2022 року, після російського повномасштабного вторгнення, оновила карту етнічностей, представивши Одеську, Миколаївську, Херсонську, Дніпропетровську, Запорізьку, Донецьку, Луганську, Харківську області як "Восточная часть бывшей Украинской ССР".